# Macerata Campania
Macerata Campania ist eine italienische Gemeinde (comune) in der Provinz Caserta in Kampanien. Die Gemeinde liegt etwa 5 Kilometer westsüdwestlich von Caserta und etwa 25 Kilometer nördlich von Neapel. Macerata Campania liegt an den Ausläufern des Tifata.

## Wirtschaft und Verkehr
Haupterwerbszweige sind der Obst- und Tabakanbau. Die Ferrovia Napoli-Giugliano-Aversa bedient zukünftig den kleinen Bahnhof von Macerata Campania und verbindet so die Gemeinde mit den Vororten Neapels.